# Salty O'Rourke
Salty O'Rourke is een Amerikaanse dramafilm uit 1945 onder regie van Raoul Walsh.

## Verhaal
De gladde oplichter Salty O'Rourke staat in het krijt bij Doc Baxter. Hij en zijn kameraad Smitty hebben een maand tijd om hun schulden af te lossen. Ze kopen met hun laatste stuivers een renpaard en huren de gediskwalificeerde jockey Johnny Cates, die onder de naam van zijn broer deelneemt aan de paardenrennen. Cates en O'Rourke worden allebei verliefd op de onderwijzeres Barbara Brooks. Zij wil een stokje steken voor de zwendel van O'Rourke.

## Rolverdeling
| Acteur             | Personage      |
| ------------------ | -------------- |
| Alan Ladd          | Salty O'Rourke |
| Gail Russell       | Barbara Brooks |
| William Demarest   | Smitty         |
| Stanley Clements   | Johnny Cates   |
| Bruce Cabot        | Doc Baxter     |
| Spring Byington    | Mevrouw Brooks |
| Rex Williams       | Babe           |
| Darryl Hickman     | Sneezer        |
| Marjorie Woodworth | Lola           |
| Don Zelaya         | Hoteleigenaar  |
| Lester Matthews    | Verkoper       |
| William Forrest    | Secretaris     |
| William Murphy     | Bennie         |
| Denis Brown        | Murdock        |